# Acanthocereus haackeanus
Acanthocereus haackeanus es una especie de planta suculenta perteneciente al género Acanthocereus, dentro de la familia Cactaceae.  Es endémica de México y anteriormente se le conocía como Peniocereus haackeanus.

## Descripción
Acanthocereus haackeanus es una especie de cactus trepador o rastrero que crece hasta 3 metros de largo. Su tallo es de color verde y tiene forma cilíndrica y segmentada. Además está aplanado, con los bordes en forma de sierra, con espinas.
Las flores son grandes, blancas y fragantes. Se abren por la noche y pueden alcanzar hasta 15 centímetros de diámetro. El fruto es una baya roja y carnosa, que contiene semillas que pueden ser dispersadas por animales o pájaros.

## Distribución y hábitat
El área de distribución nativa de esta especie es México y crece principalmente en el bioma desértico o de matorrales secos.

## Taxonomía
Acanthocereus haackeanus fue descrita por el botánico alemán Curt Backeberg y el botánico francés Joël Lodé y publicada por primera vez en Cactus-Aventures International  111-112: 66 en 2016.
Etimología
- Acanthocereus: nombre genérico que deriva de las palabras griegas akantha (que significa 'espinoso') y cereus (que significa 'vela', 'cirio'), haciendo referencia a su forma columnar espinosa.[4]
- haackeanus: epíteto específico otorgado en honor al horticultor de cactus W. Haacke de Antibes (Francia).[5]

## Importancia económica y cultural
Se cultiva principalmente como planta ornamental y su propagación se realiza normalmente a través de semillas o esquejes. 